# Statens Serum Institut
Statens Serum Institut (SSI) er det danske nationale sundhedsvæsens centrale laboratorium og center for forebyggelse og behandling af smitsomme sygdomme, medfødte lidelser og biologiske trusler. Organisatorisk er SSI en offentlig markedsorienteret statsejet virksomhed og en sektorforskningsinstitution under Ministeriet for Sundhed og Forebyggelse. SSI havde i januar 2017 ca. 700 ansatte. Instituttet er placeret på Amager, på Amager Boulevard på en grund, der siden grundlæggelsen i 1902 er blevet væsentligt udvidet til at omfatte naboen, den tidligere Artillerivejens Kaserne, og i dag dækker et betydeligt område.
Tidligere blev der ud over at forske i sygdommes epidemiologi og forebyggelse, også udviklet og produceret vaccine. Vaccineproduktionen blev solgt til AJ Vaccines A/S i januar 2017.

## Aktiviteter
Statens Serum Institut blev etableret den 9. september 1902 med det mål at producere et serum til behandling af patienter med difteri. SSI's formål blev i de efterfølgende år udvidet betydeligt, således at man i dag fremstår som en international bioteknologisk forsknings- , produktions- og servicevirksomhed til forebyggelse, bekæmpelse og kontrol af smitsomme sygdomme og medfødte lidelser og den største sektorforskningsinstitution inden for sundhedsområdet.
Statens Serum Institut er organiseret i forskellige sektorer med hvert sit speciale, der spænder bredt fra oplysningsvirksomhed og overvågning vedrørende smitsomme sygdomme til egentlig produktion af lægemidler. De primære aktiviteter varetaget af SSI omfatter nedenstående opgaveområder:
- Overvågning og rådgivning vedrørende smitsomme sygdomme og medfødte lidelsers forekomst, forebyggelse og behandling
- Specialdiagnostik af infektions-, autoimmune, medfødte og genetiske sygdomme
- Forsyning af vacciner, blodplasmabaserede lægemidler, andre biologiske produkter og diagnostika
- Forskning og udvikling inden for instituttets aktivitetsområder på internationalt niveau
- Undervisning af sundhedspersonale i mikrobiologi og hygiejne
- Opbevarer blodprøver fra alle nyfødte siden 1982 i den Neonatale Screening Biobank

Som verdens første vaccine-producent fik man i 1996 tilladelse til at markedsføre en kombineret vaccine imod de fire sygdomme, difteri, stivkrampe, polio (børnelammelse) og kighoste (DiTeKiPol) – en vaccine som har været anvendt i Danmark siden begyndelsen af 1997. Vaccinen gives nu om dage som DiTeKiPol/Act-Hib der ligeledes giver beskyttelse imod meningitis og strubelågsbetændelse forårsaget af bakterien Haemophilus influenzae. Siden 1996 har Statens Serum Institut været eneproducent af plasmaprodukter baseret på blod fra danske donorer.
Nils Strandberg Pedersen har været instituttets administrerende direktør siden 1998.
I 2016 blev vaccineproduktionen solgt til AJ Vaccines A/S for 15 mio. kr. i en proces som ifølge Rigsrevisionen kostede staten mellem ca. 1,3 mia. kr. og 1,8 mia. kr.
Fra 1. december 2020 startede Henrik Ullum som ny instituttets nye direktør.

## Direktører for Statens Serum Institut
Denne liste er ufuldstændig; hjælp gerne med at udfylde den.
- 1902-1909: Carl Julius Salomonsen[4]
- 1910-1940: Thorvald Madsen[5]
- 1940-1959 Jeppe Ørskov[6]
- 1959-1973: Preben von Magnus[7][8]
- Peter Kragh (konstitueret)[9]
- Alice Reyn (konstitueret)[9]

- 1998-2016: Nils Strandberg Pedersen[10]
- 2016-2020: Mads Melbye[11][12]
- Fra 2020: Henrik Ullum[13]

### Faglige direktører
Fra 1976 deltes direktørposten i en administrativ direktør og en faglig direktør. Første faglige direktør var J.Chr. Siim (1976-1985). Senere har de faglige direktører været direktør for bestemt områder. Andre Kendte faglige direktører omfatter:
- 2017-2021: Kåre Mølbak (faglig direktør for infektionsberedskabet)[14][15]
- Fra 2021: Tyra Grove Krause (faglig direktør for det epidemiologiske beredskab)[16]